# Dournon
Dournon ist eine Gemeinde im französischen Département Jura in der Region Bourgogne-Franche-Comté.

## Geographie
Dournon liegt auf 610 m, östlich von Salins-les-Bains und etwa 21 km nördlich der Stadt Champagnole (Luftlinie). Das Bauerndorf erstreckt sich im Jura, in einer weiten Niederung auf dem ersten Juraplateau, am Südrand der Höhe des Bois Revers, zwischen den Erosionstälern von Furieuse im Westen und Lizon Supérieur im Osten.
Die Fläche des 6,55 km² großen Gemeindegebiets umfasst einen Abschnitt des französischen Juras. Der Hauptteil des Gebietes wird von der Hochfläche von Dournon (Creux de Fosse Ronde) eingenommen, die durchschnittlich auf 610 m liegt und überwiegend von Acker- und Wiesland bestanden ist. Sie bildet einen Abschnitt des ehemaligen oberen Lison-Tals. Die Fläche zeigt keine oberirdischen Fließgewässer, weil der Lizon Supérieur bereits vor dem Eintritt in die Ebene im verkarsteten Untergrund versickert. Flankiert wird das Plateau im Südosten von der Höhe der Côte Ribalet (bis 690 m) und des Bois de Chalem. Im Norden reicht das Gemeindeareal auf die Höhen von Bois Revers, auf dem mit 719 m die höchste Erhebung von Dournon erreicht wird.
Zu Dournon gehört die Siedlung L'Entrepôt (607 m) an der Hauptstraße im Creux de Fosse Ronde. Nachbargemeinden von Dournon sind Sainte-Anne im Norden, Arc-sous-Montenot im Osten, Lemuy und Abergement-lès-Thésy im Süden sowie Cernans im Westen.

## Geschichte
Erstmals urkundlich erwähnt wird Dournon bereits im 10. Jahrhundert. Das Dorf gehörte zur Herrschaft von Sainte-Anne. Im Jahr 1493 war es Schauplatz der Kampfhandlungen zwischen den Truppen des Königs Karl VIII. von Frankreich und des Erzherzogs Maximilian I. Erneut in Mitleidenschaft gezogen wurde Dournon 1639, als es von Truppen des Herzogs Bernhard von Sachsen-Weimar geplündert und gebrandschatzt wurde. Zusammen mit der Franche-Comté gelangte das Dorf mit dem Frieden von Nimwegen 1678 an Frankreich.

## Sehenswürdigkeiten

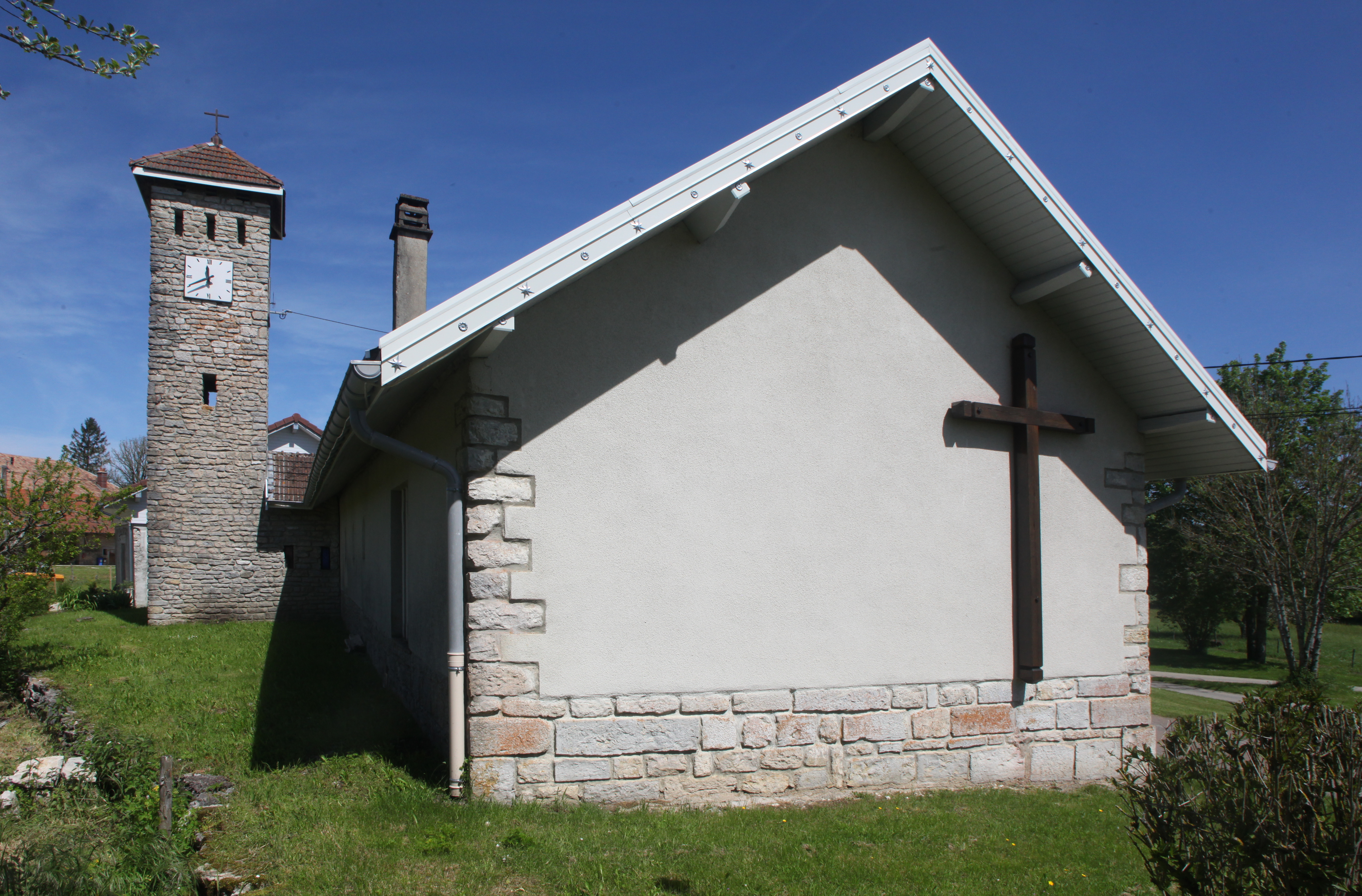
Kirche St. Franziskus

Die Kirche St. Franziskus in Dournon wurde im 19. Jahrhundert erbaut und 1958–1961 restauriert. Sie besitzt bemerkenswerte Marmorstatuen aus dem 15. Jahrhundert: heilige Barbara, Franz von Assisi und Jungfrau mit Kind. Auf einer Anhöhe befindet sich die Gedächtnisstätte Notre-Dame-Libératrice (1913), die an die Widerstandskämpfe der Einheimischen gegen Bernhard von Sachsen-Weimar (1639) erinnern. Gemeindeverwaltung und Schule befinden sich in einem ehemaligen Herrschaftssitz. Ferner wird das Dorf durch verschiedene Brunnen aus dem 19. Jahrhundert geschmückt.

## Bevölkerung
| Jahr                       | 1962 | 1968 | 1975 | 1982 | 1990 | 1999 | 2006 | 2017 |
| -------------------------- | ---- | ---- | ---- | ---- | ---- | ---- | ---- | ---- |
| Einwohner                  | 117  | 100  | 85   | 113  | 122  | 102  | 112  | 140  |
| Quellen: Cassini und INSEE |      |      |      |      |      |      |      |      |

Mit 140 Einwohnern (Stand 1. Januar 2022) gehört Dournon zu den kleinsten Gemeinden des Départements Jura. Nachdem die Einwohnerzahl in der ersten Hälfte des 20. Jahrhunderts deutlich abgenommen hatte (1886 wurden noch 192 Personen gezählt), wurden seit Beginn der 1970er Jahre nur noch relativ geringe Schwankungen verzeichnet.

## Wirtschaft und Infrastruktur
Dournon war bis weit ins 20. Jahrhundert hinein ein vorwiegend durch die Landwirtschaft und die Forstwirtschaft geprägtes Dorf. Daneben gibt es heute einige Betriebe des lokalen Kleingewerbes. Mittlerweile hat sich das Dorf auch zu einer Wohngemeinde gewandelt. Viele Erwerbstätige sind Wegpendler, die in den größeren Ortschaften der Umgebung ihrer Arbeit nachgehen.
Die Ortschaft ist verkehrstechnisch recht gut erschlossen. Sie liegt nahe der Hauptstraße D72, die von Salins-les-Bains nach Pontarlier führt. Weitere Straßenverbindungen bestehen mit Sainte-Anne, Arc-sous-Montenot und Abergement-lès-Thésy.